# Ftalocianină
Ftalocianina este un compus organic macrociclic, aromatic, cu formula (C8H4N2)4H2. Este compus din patru unități de izoindol legate prin câte un atom de azot.

## Obținere
Ftalocianina se obține prin ciclotetramerizarea diferiților derivați ai acidului ftalic, inclusiv ftalonitrilul, diiminoizoindolul, anhidrida ftalică și ftalimidele.
Alternativ, prin încălzirea anhidridei ftalice în prezența ureei se obține ftalocianină.

## Proprietăți
Ftalocianina și complecșii metalici derivați (MPc) au tendința de a se agrega și, prin urmare, au o solubilitate scăzută în solvenții obișnuiți.
Derivații halogenați și sulfonați ai ftalocianinelor de cupru sunt importanți din punct de vedere comercial fiind utilizați pe post de coloranți. Astfel de compuși se prepară prin tratarea ftalocianinei cuprice cu clor, brom sau oleum.
|  |  |